# Podogaster apicipennis
Podogaster apicipennis là một loài tò vò trong họ Ichneumonidae.